# 中国驻海防领事馆
中国驻海防领事馆，为中国历史上曾经派驻在越南海防市的领事机构。

## 历史
二戰爆發前，中华民国于1933年在海防设立中华民国外交部駐北圻簽證專員辦事處；1936年，設立駐河內總領事館海防辦事處，並派駐領事。1940年，日軍佔領越南，故中华民国駐越各領事館均撤回國內。
日本投降后，中华民国政府于1946年重新在海防設置領事館。1954年，越南以北纬17度线划分为南北两部分，驻海防领事馆位于与中华民国政府敌对的北越境内；因此在1955年4月24日，中华民国驻海防领事馆迁往南越境内的顺化，改设为驻顺化领事馆。
中华人民共和国成立后，中华人民共和国政府凭借与北越的外交关系，于1955年5月21日在海防市设立了驻海防领事馆。6月1日，驻海防领事馆正式开馆。1959年4月15日，中华人民共和国政府裁撤驻海防领事馆。1976年7月2日，越南统一；次月，中华人民共和国政府向越南政府提出重新在海防市设立总领事馆，越南政府表示同意，但此后两国关系恶化，越南阻扰中国在越设馆，中国则关闭越南驻华领事机构。90年代两国关系正常化后，中国未再要求在海防设立领事机构。